# Thor Christiernsson
Thor Agne Henrik Christiernsson, född 6 februari 1876 i Hovförsamlingen i Stockholm, död 24 februari 1941 i Brännkyrka församling i Stockholm, var en svensk skådespelare och regissör.

## Biografi
Thor Christiernsson, som var son till Henrik Christiernsson och Agnes Christenson, regisserade vid Folkteatern i Göteborg på 1910-talet, var engagerad som skådespelare vid Oscarsteatern under följande årtionde och medverkade i omkring 15 filmer under tiden 1924–1933.
Han var gift första gången mellan 1904 och 1913 med skådespelaren Elsa Palmén, senare gift Baude. Andra gången var han gift 1914–1923 med skådespelaren Ebba Kristina Peréus, ursprungligen Petersson (1890–1923), syster till skådespelaren Anna Carlsten. Tredje och sista makan var Anna Linnéa Margareta (Greta) Larsson, född 28 september 1900. De vigdes i Storkyrkan i Stockholm den 2 juni 1928 och var gifta fram till hans död.

## Filmografi
- 1924 – Ödets man
- 1925 – Två konungar
- 1925 – Karl XII del II
- 1925 – Karl XII
- 1926 – Fänrik Ståls sägner-del I
- 1928 – Gustaf Wasa del II
- 1930 – Fridas visor
- 1930 – Kronans kavaljerer
- 1930 – Ulla, min Ulla
- 1931 – Markurells i Wadköping
- 1931 – Röda dagen
- 1931 – Brokiga Blad
- 1931 – Kärlek och landstorm
- 1932 – Service de nuit
- 1933 – Hemliga Svensson
- 1933 – Pettersson & Bendel

### Regi
- 1911 – En million

## Teater

### Roller (ej komplett)
| År   | Roll                             | Produktion                                                   | Regi               | Teater         |
| ---- | -------------------------------- | ------------------------------------------------------------ | ------------------ | -------------- |
| 1909 | Montaloup                        | Ett revolutionsbröllop (Revolutionsbryllup) Sophus Michaëlis | Emil Strömberg     | Folkteatern    |
| 1913 |                                  | Den gode Ludde (Mein alter Herr) Franz och Victor Arnold     |                    | Folkteatern    |
| 1928 | Papillon                         | Gustaf III August Strindberg                                 | Rune Carlsten      | Oscarsteatern  |
| 1928 | Polisinspektör Hunt              | Mary Dugans process Bayard Veiller                           | Harry Roeck-Hansen | Blancheteatern |
| 1929 | Distriktskommissarie James Henry | Vid 37de gatan Elmer Rice                                    | Svend Gade         | Oscarsteatern  |
| 1930 | François                         | Den stora kärleken Paul Géraldy och Robert Spitzer           | Gösta Ekman        | Oscarsteatern  |
| 1930 | Hertigen av Suffolk              | Henrik VIII William Shakespeare                              | Thomas Warner      | Oscarsteatern  |
| 1930 | Anföraren                        | Gustaf Vasa August Strindberg                                | Gunnar Klintberg   | Oscarsteatern  |
| 1930 | Lundström                        | Kontraband Oscar Rydqvist                                    | Edvin Adolphson    | Mindre teatern |

### Regi (ej komplett)
| År   | Produktion                                                                            | Upphovsmän    | Teater                                                   |
| ---- | ------------------------------------------------------------------------------------- | ------------- | -------------------------------------------------------- |
| 1908 | Stabstrumpetaren                                                                      | Frans Hedberg | Bodén-Engdahls sällskap                                  |
| 1913 | Pytt i panna, revy                                                                    | Axel Engdahl  | Folkteatern i Göteborg Regi tillsammans med Axel Engdahl |
| 1913 | Stabstrumpetaren                                                                      | Frans Hedberg | Folkteatern i Göteborg                                   |
| 1914 | Grönköpings tivoli, eller Fattiga Albin, eller Musikens makt, eller Lejonbruden, revy | Axel Engdahl  | Folkteatern i Göteborg Regi tillsammans med Axel Engdahl |

### Fotnoter
1. ↑  Sveriges dödbok 1901–2009, DVD‐ROM, Version 5.00, Sveriges Släktforskarförbund (2010): Christiernsson, Thor Agne Henrik
2. ↑  ”Thor Christiernsson”. IMDb.com. http://www.imdb.com/name/nm0160385/?ref_=fn_al_nm_1. Läst 20 februari 2013.
3. ↑  Församlingsbok Göteborgs Vasa (O) AIIa:14 (1914-1929) s 2619.
4. ↑  Dagens Nyheter, 8 januari 1914, sid. 10
5. ↑  Svenska Dagbladet, 13 december 1923, sid. 11
6. ↑  Aftonbladet, 26 februari 1941, sid. 2
7. ↑  J.A. (21 mars 1909). ”Teater: Ett revolutionsbröllop”. Göteborgs Handels- och Sjöfartstidning:  s. 7. https://tidningar.kb.se/0dt40bxxxc9hcrdj/part/1/page/7. Läst 10 augusti 2025.
8. ↑  ”Folkteatern”. Göteborgs Aftonblad:  s. 5. 28 augusti 1913. https://tidningar.kb.se/0jblnwvb2gn93tg/part/1/page/5. Läst 10 augusti 2025.
9. ↑  Eehn (2 september 1913). ”Folkteatern: 'Den gode Ludde'”. Göteborgsposten:  s. 3. https://tidningar.kb.se/wft4vcjdtrsttd61/part/1/page/3. Läst 10 augusti 2025.
10. ↑  ”Gustaf III”. Musikverket. http://calmview.musikverk.se/CalmView/Record.aspx?src=CalmView.Performance&id=PERF22272&pos=69. Läst 5 juni 2015.
11. ↑  ”Mary Dugans process”. Musikverket. http://calmview.musikverk.se/CalmView/Record.aspx?src=CalmView.Performance&id=PERF22189&pos=43. Läst 7 april 2016.
12. ↑  ”Scen och Film: Gott om folk på Oscarsteaterns premiär”. Dagens Nyheter:  s. 12. 27 november 1929. http://arkivet.dn.se/arkivet/tidning/1929-11-27/324/12. Läst 6 januari 2016.
13. ↑  ”Teater Musik och Film”. Dagens Nyheter:  s. 9. 13 februari 1930. http://arkivet.dn.se/tidning/1930-02-13/42/9. Läst 19 februari 2017.
14. ↑  ”Teater, Musik och Film: Rollistan till 'Henrik VIII'”. Dagens Nyheter. 6 mars 1930. http://arkivet.dn.se/arkivet/tidning/1930-03-06/63/11. Läst 11 maj 2016.
15. ↑  ”Gustaf Vasa”. Musikverket. http://calmview.musikverk.se/CalmView/Record.aspx?src=CalmView.Performance&id=PERF22326&pos=70. Läst 5 juni 2015.
16. ↑  ”Teater Musik och Film”. Dagens Nyheter:  s. 15. 31 oktober 1930. https://arkivet.dn.se/tidning/1930-10-31/296/15. Läst 24 januari 2021.